# Килија (Олт)
Килија (рум. Chilia) насеље је у Румунији у округу Олт у општини Фађецелу. Oпштина се налази на надморској висини од 354 m.

## Становништво
Према подацима из 2002. године у насељу је живело 286 становника, од којих су сви румунске националности.